# Heterocnemis
Heterocnemis is een geslacht van kevers uit de familie bladsprietkevers (Scarabaeidae). Het geslacht werd voor het eerst wetenschappelijk beschreven in 1852 door Gustav Fridolin Albers.

## Soorten
- Heterocnemis graeca (Brullé, 1832)